# Südamerikanische Jugendspiele 2022/Beachhandball
Die Beachhandball war erstmals im Rahmen der Südamerikanischen Jugendspiele 2022 Bestandteil der Multisport-Veranstaltung, die in dem Jahr das dritte Mal ausgetragen wurden. Die Spiele wurden vom 5. bis 8. Mai in Rosario, Argentinien, in der Altersklasse U 18 ausgetragen.
Es nahm die vergleichsweise hohe Zahl von acht Nationen am Turnier teil, damit drei mehr als gut sechs Wochen zuvor bei den Süd- und Mittelamerikanischen Junioren-Beachhandballmeisterschaften 2022 in Buenos Aires. Fünf Mannschaften traten im Turnier der Mädchen an, sieben im Turnier der Jungen. Während Argentinien, Brasilien, Paraguay und Venezuela Mannschaften bei beiden Geschlechtern stellte, schickte Uruguay nur eine Mannschaft bei den Frauen, Ecuador, Kolumbien und Peru nur bei den Jungen. Argentinien konnte nicht nur seinen Titelgewinn bei den Mädchen von der Kontinentalmeisterschaft wiederholen, sondern erstmals auch Brasilien in einem Finale schlagen und damit auch zum ersten Mal altersübergreifend beide Titel in einem der kontinentalen Turniere gewinnen.
| Mädchen Details | Rosario, Argentinien | Argentinien | 2:0 | Brasilien | Uruguay   | 2:1 | Paraguay |
| Jungen Details  | Rosario, Argentinien | Argentinien | 2:1 | Brasilien | Venezuela | 2:1 | Paraguay |

## Platzierungen der teilnehmenden Nationalmannschaften
| Nation         | Mädchen | Jungen |
| -------------- | ------- | ------ |
| Argentinien    | 01      | 01     |
| Brasilien      | 02      | 02     |
| Ecuador        | 0–      | 05     |
| Kolumbien      | 0–      | 07     |
| Paraguay       | 04      | 04     |
| Peru           | 0–      | 06     |
| Uruguay        | 03      | 0–     |
| Venezuela      | 05      | 03     |
| Teilnehmerzahl | 5       | 7      |

| Legende | Legende | Legende | Legende                                             |
| ------- | ------- | ------- | --------------------------------------------------- |
| 1       | 2       | 3       | Podest-Platzierungen                                |
| 4       | 4       | 4       | Halbfinalist                                        |
| 5 bis 8 | 5 bis 8 | 5 bis 8 | Viertelfinalisten                                   |
| T       | T       | T       | teilgenommen, aber keine Platzierungsspiele         |
| X       | X       | X       | Mannschaft zunächst gemeldet, aber nicht angetreten |